# Lebersinusoid

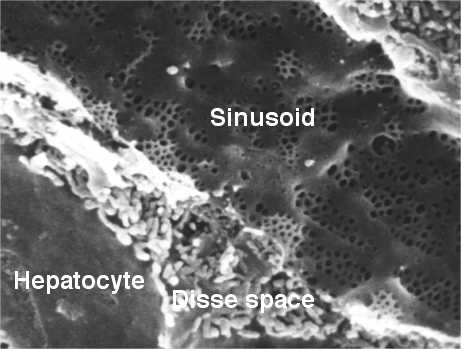
Sinusoid von der Leber einer Ratte mit fenestrierten Endothelzellen. Der Durchmesser der Fenestrae ist ca. 100 nm, und der der Sinusoide ca. 5 µm. Rasterelektronenmikroskopische Aufnahme von Robin Fraser, University of Otago.

Ein Lebersinusoid (Vena intralobularis) ist ein erweitertes diskontinuierliches Kapillargefäß (Sinusoid), das das sauerstoffreiche Blut aus der Leberarterie (Arteria hepatica propria) und das nährstoffreiche Blut aus der Pfortader (Vena portae) transportiert. Die Sinusoide verfügen als Gewebsmakrophagen über Kupffer-Zellen, welche Fremdstoffe (beispielsweise Bakterien) aufnehmen und zerstören können. Poren zwischen den Endothelzellen sind nicht durch eine Basallamina verschlossen, sodass auch viele Makromoleküle verstoffwechselt werden können.
Schädigungen des Epithels der Lebersinusoide kann zur Venösen okklusiven Leberkrankheit führen.